# Battaglione Matteotti
Il Battaglione Giacomo Matteotti è stata una unità di volontari italiani che ha combattuto nella Guerra civile spagnola a fianco dei repubblicani della Seconda Repubblica spagnola, contro i nazionalisti del generale Franco, che gravitava nell'ambito del movimento Giustizia e Libertà.

## Storia

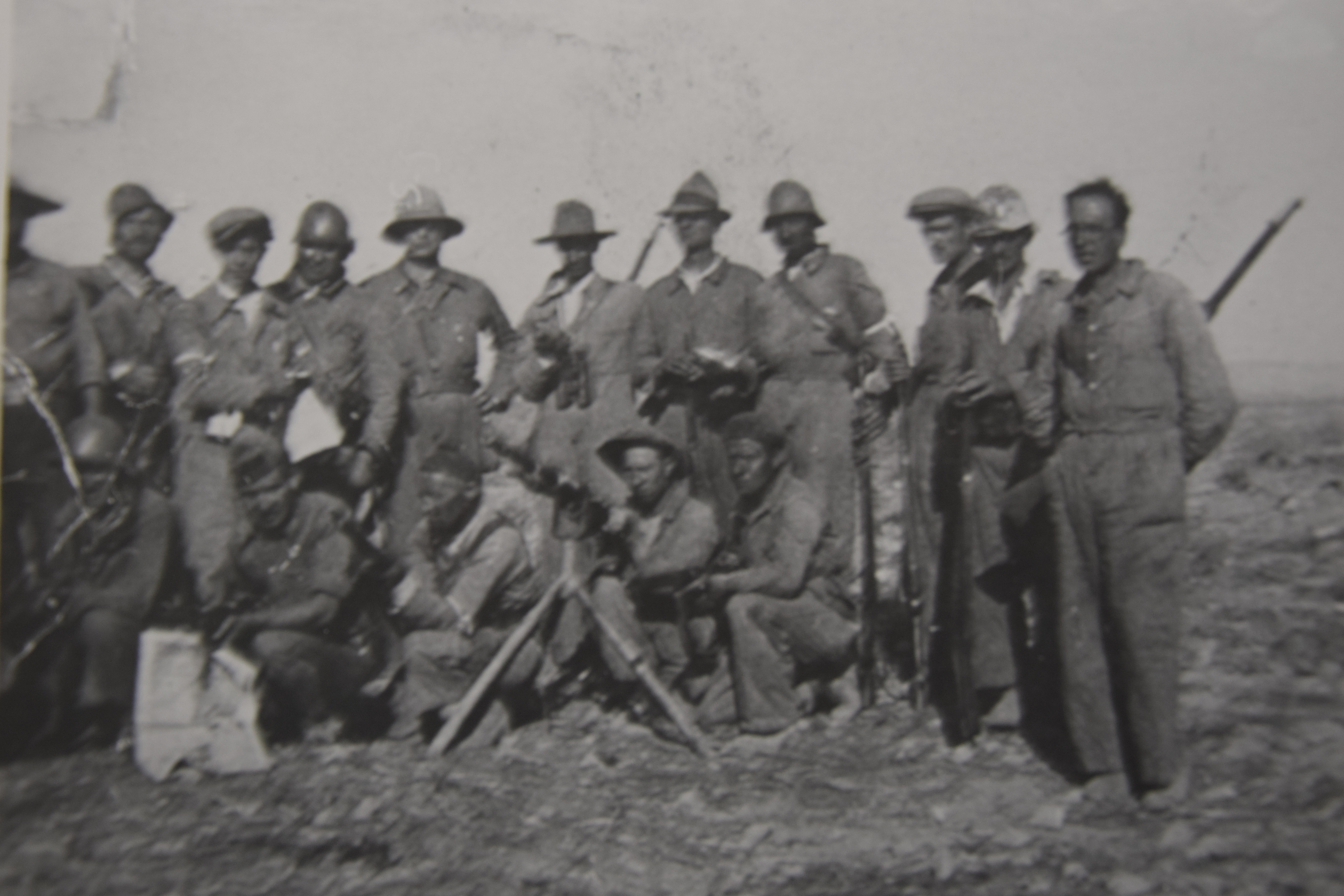
Volontari del battaglione con Carlo Rosselli

Il battaglione nacque nel dicembre 1936 da una scissione della Colonna Italiana (anche Colonna Italiana Rosselli), che, costituitasi il 17 agosto 1936, aveva combattuto nella Guerra civile spagnola contro le forze franchiste, e fu intitolato al deputato socialista ucciso da fascisti nel 1924 Giacomo Matteotti.
Tale scissione fu determinata dal rifiuto della componente anarchica di accettare come ufficiale comandante Ottorino Orlandini, antifascista cattolico; nel nuovo Battaglione Matteotti erano quindi confluiti i militanti repubblicani, di Giustizia e Libertà, socialisti e comunisti oltre a nomi di spicco quali Libero Battistelli, Angelo Monti e Orlandini.
Il 6 dicembre 1936 lo stesso Carlo Rosselli rassegnò le dimissioni dal comando della Colonna, e promosse la nascita del nuovo battaglione, attivato nel gennaio 1937. 
Il battaglione fu inquadrato nella 26ª Divisione, 120ª Brigata mista. Al comando per un periodo ci fu il repubblicano Enrico Brichetti, che era stato legionario fiumano, e che si scoprì poi essere un infiltrato della polizia italiana..
Il 30 aprile 1937 il Battaglione Matteotti confluì nel Battaglione Garibaldi, che in conseguenza di ciò si costituì in Brigata, con le sue compagnie che furono elevate al rango di battaglione.
Il 1º battaglione della brigata fu comandato da Libero Battistelli proveniente dal Matteotti. I volontari italiani restarono in Spagna fino al settembre 1938.
Durante la Resistenza Italiana (1943-1945), in ideale prosecuzione con le parole d'ordine di quella esperienza furono formate le Brigate Matteotti.